# Roberto Iniesta
Roberto Iniesta Ojea (Plasencia, Cáceres, 16 de mayo de 1962) conocido simplemente como Robe, es un compositor, músico, poeta y escritor español conocido por ser el fundador e imagen del grupo de rock Extremoduro.

## Biografía

### Infancia y temprana juventud
Roberto nació en Plasencia, provincia de Cáceres, el 16 de mayo de 1962. Tras dejar los estudios en tercero de B.U.P. y trabajar con su padre, comienza a escribir canciones a los veinte años y monta su primer grupo, Dosis Letal, junto a Luisma, Juano, Paco Doniga, Zósimo «Zosi» Pascual. Durante estos años también estuvo trabajando en un puesto de chucherías.

### Primeros éxitos musicales
Influenciado por bandas como AC/DC o Leño, formó en 1987 la banda Extremoduro. Al no disponer del dinero requerido para poder costearse una grabación, decidieron ir vendiendo papeletas a todo el que quisiera contribuir (a mil pesetas cada una), que valdrían por una copia de la maqueta cuando esta fuera grabada y editada. Llegaron a vender 250 de estos boletos, por lo que se encerraron en los estudios Duplimatic en enero de 1989 y editaron una tirada de mil copias de esta primera maqueta titulada Rock transgresivo, la cual fue distribuida por la región extremeña. Ese mismo año, Avispa Music se fija en Extremoduro, y les ofreció un contrato por tres años. En 1991 empezaron a iniciarse las gestiones con Avispa para la grabación del segundo disco, pero por problemas con las dietas, y ante las pocas expectativas de futuro que el sello les ofrecía, deciden romper su contrato y fichar por el sello Área Creativa de Pasión Cía. Discográfica, de nuevo una compañía independiente, pero esta vez con mejores condiciones y medios. Las diferencias económicas por no cobrar derechos de autor les llevó irremediablemente a romper con Pasión Cía. Esto hizo que a finales de ese mismo año ficharan por DRO, filial de Warner Music.
A comienzos de 1993, Robe Iniesta se mudó a Barcelona y creó los Q3. Robe dedicó todo ese tiempo a componer y propuso a la discográfica grabar un álbum en solitario pero luego prefirió rechazar la precaria oferta que le propusieron. Asimismo, los miembros de Q3 reemplazaron a sus antiguos compañeros de banda en Extremoduro. Fue con esta formación la que, durante los conciertos de ese mismo año y el siguiente, harían que esta época se conociera como la «era del caos» por la anarquía e imprevisión de sus actuaciones, probablemente a causa de las vivencias y problemas personales de Robe. Así pues, la formación volvió a cambiar y entraron nuevos miembros a la banda que fueron presentados a Robe por Iñaki Antón.

### Salto a la fama

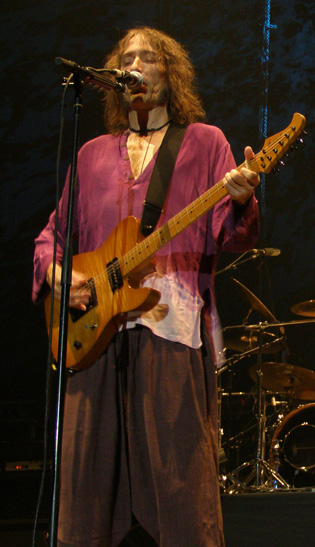
Robe tocando con Extremoduro en Madrid (2008).

No fue hasta 1996 cuando se catapultó a la fama con su álbum Agila, el mismo año que recibe la noticia del fallecimiento de su padre. La entrada a la banda del guitarrista y productor Iñaki «Uoho» Antón, perteneciente por aquel entonces al grupo Platero y Tú, supuso un punto de inflexión en la trayectoria de la banda.
Tras el lanzamiento de Canciones prohibidas (1998) y, compaginando su actividad con la carrera de la banda, decide unirse a Iñaki Antón y Fito Cabrales (también de la banda Platero y Tú) para crear un supergrupo llamado Extrechinato y Tú, con el fin de realizar un álbum que rinda homenaje a la poesía del poeta Manolo Chinato, quien también participaría en la grabación. Tras cinco años de trabajo, el álbum Poesía básica finalmente vería la luz el 27 de abril de 2001.
En 2002, inicia una gira por todo el territorio nacional, que se une al lanzamiento del nuevo trabajo de la banda, Yo, minoría absoluta. Más tarde, tras años al frente del grupo de rock y durante un parón del mismo crea, en 2006 junto a Iñaki Antón, la discográfica Muxik, por medio de la cual quieren dar a conocer primeros trabajos de grupos que piensan que merecen ser escuchados. Uno de los primeros discos lanzados por Muxik fue el del grupo Inconscientes (La inconsciencia de Uoho) en 2007, en el que el propio Robe colaboró en algunos arreglos.
A mediados de mayo de 2008 volvió a la carretera en Santander con la Gira 2008 y el 9 de septiembre de ese mismo año saca al mercado otro nuevo disco con Extremoduro titulado La ley innata, una «suite rockera» compuesta por una introducción, cuatro movimientos y una coda flamenca. Este nuevo disco da un nuevo aire a este grupo, que, aunque sigue tratando la misma temática que antaño, utiliza recursos musicales con los que antes no contaban.
Durante su parón compositivo, reconoció públicamente que estaba falto de inspiración. Entretanto, estuvo escribiendo una novela, El viaje íntimo de la locura, ayudado por sus estudios de Gramática y Ortografía en la Universidad Nacional de Educación a Distancia, la cual se publicaría el 28 de septiembre de 2009. La novela tuvo una buena acogida comercial, vendiendo 10 000 ejemplares en poco más de una semana, agotando la primera edición de la misma.
El 24 de mayo de 2011 Extremoduro estrenó nuevo disco: Material defectuoso. A pesar de no recibir ninguna promoción, logró estar cuatro semanas consecutivas en lo más alto de las listas de venta españolas.
Extremoduro comenzó a grabar un nuevo álbum que dejó aparcado para realizar su gira Robando Perchas del Hotel. Fue la primera vez que el grupo ofreció actuaciones en Hispanoamérica. Tras acabarla, la grabación del nuevo álbum concluyó en la primavera de 2013. El undécimo álbum de estudio de la banda, Para todos los públicos, se iba a publicar el 19 de noviembre pero debido a una filtración del mismo, tuvo que ser adelantada al 8 de noviembre de 2013. A pesar de ello, el álbum llegó a alcanzar el número uno en las listas de venta españolas.
En septiembre de 2014, le es otorgada la Medalla de Extremadura; el máximo galardón que otorga esta comunidad autónoma.

### Etapa en solitario

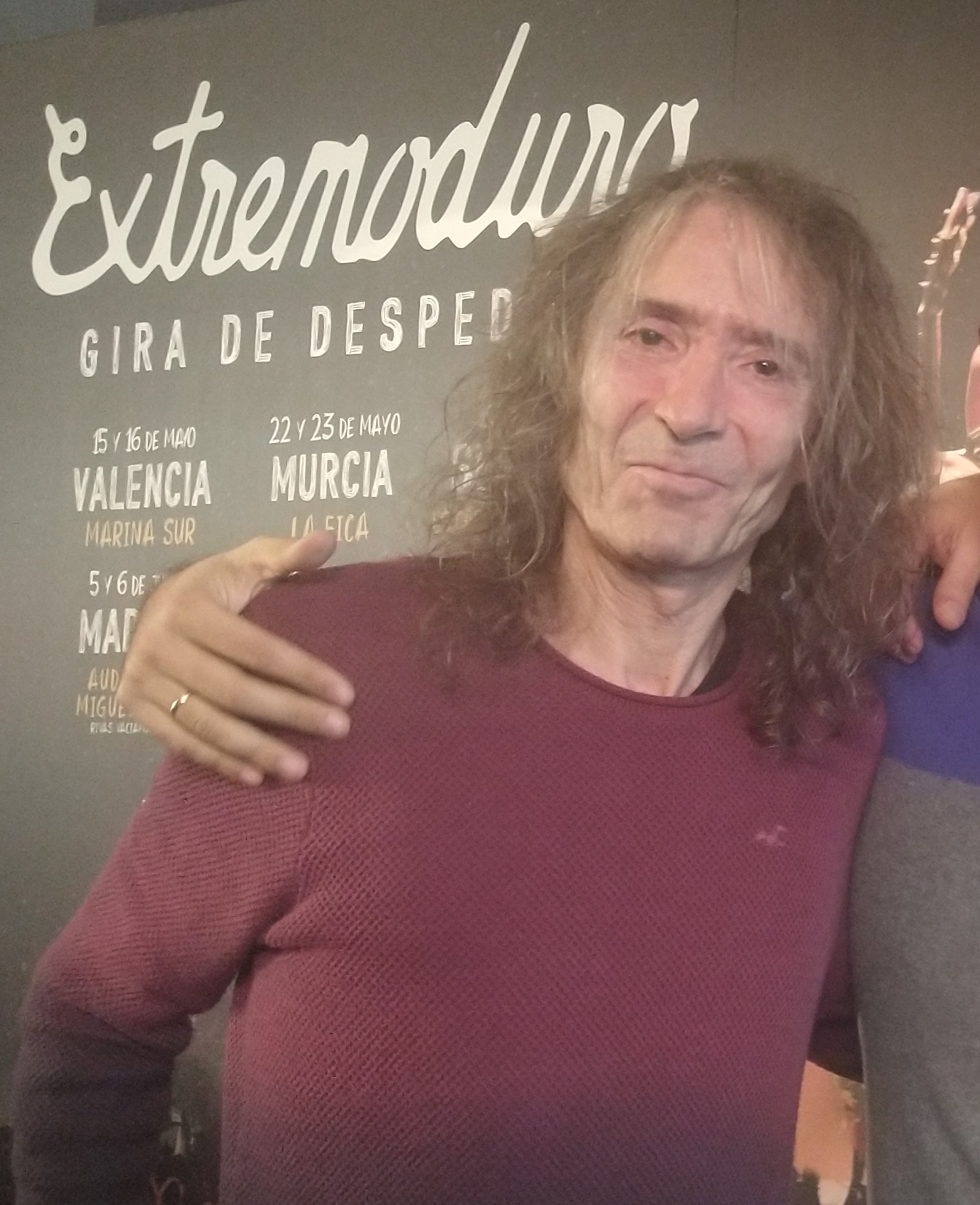
Robe en diciembre de 2019.

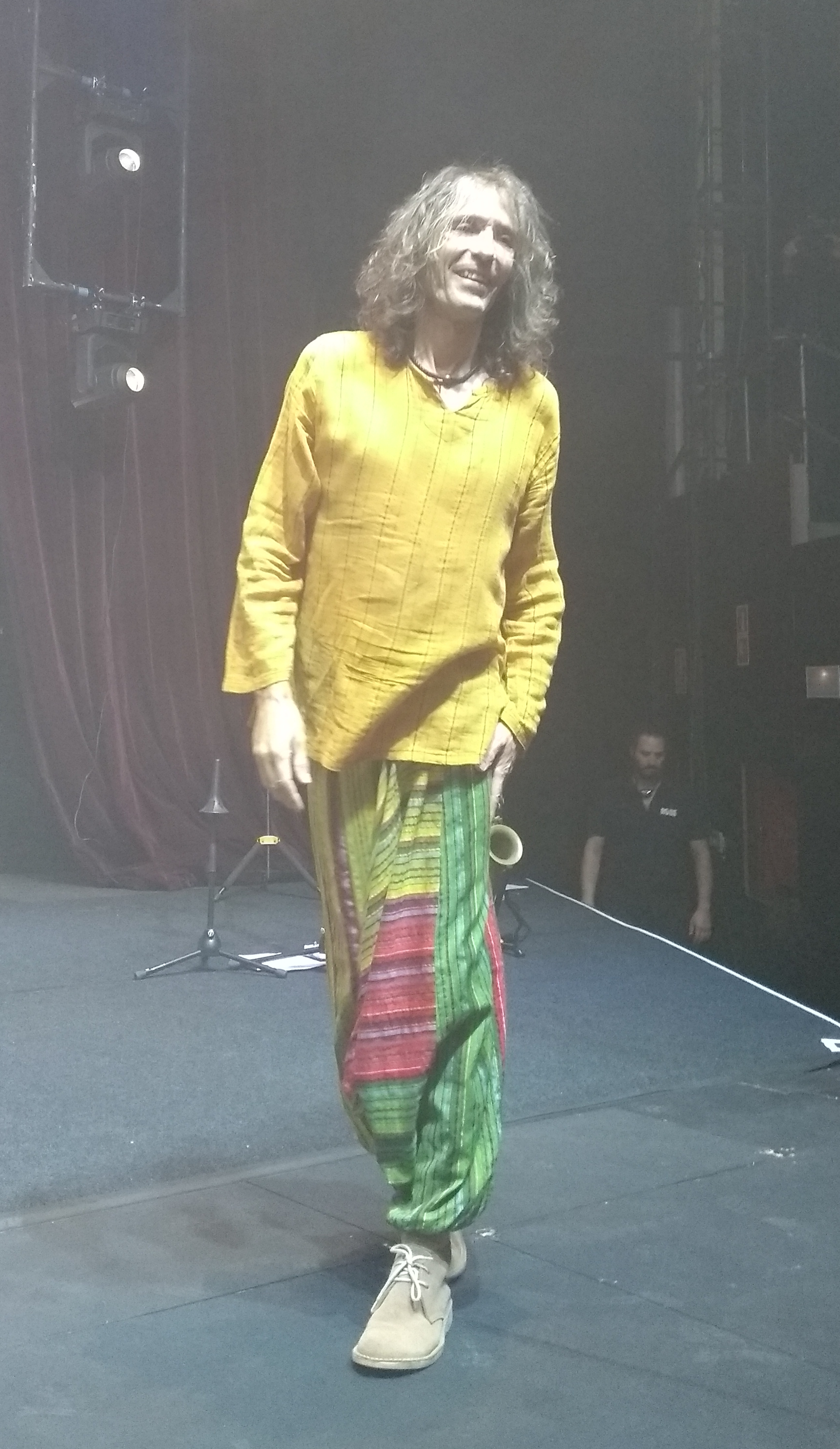
Robe tras un concierto en solitario en Madrid en junio de 2017.

Paralelamente a la actividad de su banda; Robe comenzó a trabajar con los músicos extremeños Álvaro Rodríguez Barroso, Carlitos Pérez, Alber Fuentes, David Lerman y Lorenzo González. Con esta banda grabó un álbum durante el verano de 2013 que se acreditaría simplemente bajo el nombre de Robe.
Finalmente el 9 de junio de 2015 se publicó este primer trabajo en solitario titulado Lo que aletea en nuestras cabezas.
El 18 de noviembre de 2016, lanza su segundo álbum de estudio en solitario, de título Destrozares, canciones para el final de los tiempos.
En 2017 recorrió la Península, promocionando sus discos en solitario, en la gira 'Bienvenidos al temporal', tras su confirmación el 7 de marzo, momento en el que le fue entregado el segundo disco de oro a la nueva formación.
En 2019 se incorporó el guitarrista Woody Amores a la grabación del que sería su próximo trabajo. 
Un tiempo después, el 30 de abril de 2021 sale a la venta su tercer disco de estudio en solitario titulado Mayéutica.
El 11 de agosto de 2021, anuncia nueva gira en solitario de 20 conciertos, titulada 'Ahora es el momento', que recorrió España desde septiembre a noviembre de 2021. 
A pesar de haberse iniciado como una suerte de proyecto en solitario, Robe admitió que tenía la sensación de funcionar más como una banda que cuando componía para Extremoduro.
El 11 de marzo de 2022 se anunció la segunda parte de la gira, titulada 'Ahora es cuando' y que tuvo lugar desde junio a noviembre de 2022.Justo antes del comienzo de la segunda etapa de la gira, el 27 de mayo, lanza el primer sencillo de un nuevo trabajo titulado "Ininteligible".
El 16 de noviembre de 2023, Robe, presentó un nuevo sencillo que lleva por título "Nada que perder" y que formará parte del nuevo disco, titulado Se nos lleva el aire, que publicó el 15 de diciembre de ese mismo año. La publicación de dicho sencillo venía anunciada por un mensaje en su web:

"Amenazábamos con volver y lo hemos cumplido. Después de estos intensos meses metidos en la cueva, no os imagináis las ganas que tienen las canciones de ver la luz.
Nosotros, de momento, seguiremos dentro hasta que llegue el buen tiempo, pero a partir de la medianoche del miércoles, os dejaremos una luz encendida."

Al mes siguiente, el 19 de diciembre, anunciaron su nueva gira Ni santos ni inocentes que se desarrolló de mayo a noviembre de 2024.
En febrero de 2024, el Museo del Prado de Madrid, puso imágenes de Velázquez, Tiziano y Caravaggio a la canción "El poder del arte", en una promoción en sus redes sociales. En marzo de 2024 recibió las "Cerezas de Oro", máximo galardón que otorga el Valle del Jerte en Cáceres, por su promoción de la zona.
En junio de 2024, la poeta Irene Sánchez Carrón promovió una campaña de recogida de firmas "para solicitar a la RAE que se incluya a Roberto Iniesta 'Robe' como Premio Cervantes", explicando entre sus razones para asignarle el galardón, su poesía transgresiva, su espíritu dionisíaco y por ser un "poeta de la calle y del campo".
A finales de diciembre de 2024 le fue otorgada la Medalla de Oro al Mérito en las Bellas Artes aprobada por el Consejo de Ministros, a propuesta del ministro de Cultura español.

## Discografía

### Robe (Banda)
- Lo que aletea en nuestras cabezas (2015)
- Destrozares, canciones para el final de los tiempos (2016)
- Bienvenidos al temporal (2018, directo)
- Mayéutica (2021)
- Se nos lleva el aire (2023)

### Con Extremoduro
- Rock transgresivo (1989)[n. 1]
- Somos unos animales (1991)
- Deltoya (1992)
- ¿Dónde están mis amigos? (1993)
- Pedrá (1995)
- Agila (1996)
- Iros todos a tomar por culo (1997, directo)
- Canciones prohibidas (1998)
- Yo, minoría absoluta (2002)
- Grandes éxitos y fracasos (Episodio primero) (2004, recopilatorio)[n. 2]
- Grandes éxitos y fracasos (Episodio segundo) (2004, recopilatorio)[n. 2]
- La ley innata (2008)
- Material defectuoso (2011)
- Para todos los públicos (2013)

### Con Extrechinato y Tú
- Poesía básica (2001)

## Novelas
- El viaje íntimo de la locura. El Hombre Del Saco, S.L. (2009) ISBN 9788461330010

## Giras en solitario
- Bienvenidos al temporal (2017)
- Ahora es el momento / Ahora es cuando (2021-22)
- Ni santos ni inocentes (2024)

## Colaboraciones

### Con Extremoduro
- Rosendo: La Canción De Los Oficios; Perro Callejero (guitarra)
- Manolo Chinato: Ama, Ama, Ama Y Ensancha El Alma (versión 2004)
- Ariel Rot: Volando Solo (guitarra)
- Fernando Madina: Pepe Botika
- Albert Pla: ¡Qué sonrisa tan rara!, El día de la bestia
- Fito Cabrales: Golfa; La Vereda De La Puerta De Atrás; Puta
- Ara Malikian: La ley innata (primer violín)

### Con otros grupos
- The Flying Rebollos: Mis amigos (con Fito Cabrales)
- Gatibu: Mila doinu aidien; Doniene
- Neurastenia: Miro la ventana
- Marea: En tu agujero
- La Gripe: Barrancos rocosos
- Capitán Kavernikola: La playa; Amor sucio; Arramblando por las Ramblas
- Fito & Fitipaldis: Ni negro ni blanco; Trozos de cristal; Callejón sin salida (versión de Barricada)
- Platero y Tú: Si miro a las nubes; Humo de mis pies; Entrando cruzado (versión libre de Barón Rojo); Juliette (con Evaristo Páramos); Y yo que sé (versión de Tequila); No hierve tu sangre (versión 2005); Por mí (solo de guitarra); Naufragio (directo); Ya no existe la vida (directo)
- Ratanera: Por el estrecho
- Sin Vergüenza: Levantando polvareda
- Chorra 'n Rock: La canción del oso marino
- Tabletom: No tengo ná
- Reincidentes: Dos colegas
- Doctor Deseo: Sueños gastados; Donde acaban las palabras; De nuevo en tus brazos (con Fito Cabrales)
- Albert Pla: Veintegenarios (con Manolo Kabezabolo, Fermín Muguruza y Joseba Tapia); Pepe Botika; No (versión de poema de José María Fonollosa); Viva Espanya, El día de la bestia (BSO)
- Forraje: Puñales[37]
- Lülu: Puñales
- Memoria de Pez: Todo tuyo
- Poncho K: Verborrea (con Iñaki Antón)
- Ciclonautas: Kamikaze del nido (con Iñaki Antón)
- Boikot: Dopaje
- Quattro Clavos: Robe, mi pequeña historia
- Rupatrupa: Flores de Trinchera[38]
- Leiva: Caída libre[39]